# Philoponella signatella
Philoponella signatella là một loài nhện trong họ Uloboridae.
Loài này thuộc chi Philoponella. Philoponella signatella được Carl Friedrich Roewer miêu tả năm 1951.